# Wełyka Krucza
Wełyka Krucza (ukr. Велика Круча) – wieś na Ukrainie, w obwodzie połtawskim, w rejonie łubieńskim, w hromadzie Pyriatyn. W 2001 liczyła 1886 mieszkańców, spośród których 1652 wskazało jako ojczysty język ukraiński, 218 rosyjski, 1 bułgarski, 2 białoruski, 6 ormiański, 1 polski, a 6 inny.